# Alfarería en Vizcaya

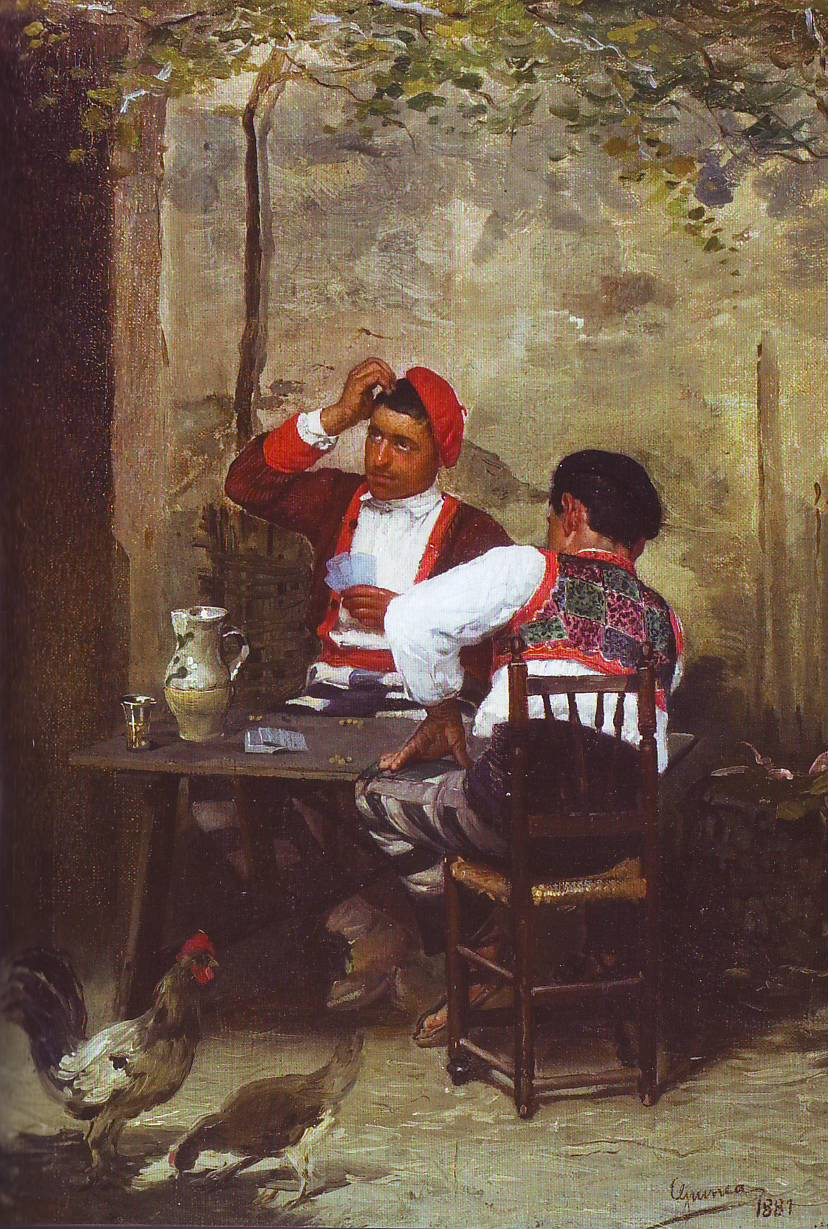
La omnipresente jarra de txacolí en esta escena de jugadores de mus, pintada por Anselmo Guinea en 1881.

La alfarería en Vizcaya (España) comparte las características comunes a la cacharrería del País Vasco, como el vidriado con barniz blanco conseguido por la calcinación de estaño, plomo y arena, y la producción de piezas típicas como la jarra para txacolí, la pedarra, original cántaro con forma de tetera, y las pipas de barro. Ha sido estudiada por decanos de la etnología vasca como Telesforo Aranzadi o José Miguel de Barandiarán, y en trabajos más recientes a cargo de Leandro Silván o Enrique Ibabe.
Además de la producción de vasijas u objetos de uso cotidiano en un entorno doméstico rural también tuvo importancia durante el siglo XIX la fabricación de loza fina en Busturia, y de loza ordinaria en la Casa de Misericordia de Bilbao.

## Focos alfareros
Diversos manuales recogen actividad alfarera, ya desaparecida, en las primitivas merindades de Orduña (citada por Madoz), Amorebieta, Durango, Carranza, Lumo, Munguía, Alonsótegui y Apata-monasterio, donde Natacha Seseña documenta la ollería de Ramón Larringan entre 1940 y 1969. También en la capital vizcaína, Bilbao, ha quedado noticia de esta artesanía desde el siglo XVIII, recogida por la topografía en vías como el Camino de las Ollerías (junto al Puente Nuevo de Bolueta).
Amorebieta, quizá con Bilbao el foco más importante de la provincia, tuvo en su barrio de Kortederra una importante industria locera en la década de 1950. Fueron típicas sus blancas pilitas benditeras y las singulares pedarras.

## Loza de Busturia
Instalada en la ría de Guernica (no lejos de Mundaca, en la campa que antes ocupó una tejería artesana activa desde el siglo XVIII), la fábrica de loza fina de "San Mamés" fue fundada por Gaspar de Milicua y Zuricalday, y funcionó entre 1842 y 1862. Su producción llegó a competir con las lozas de la La Cartuja de Sevilla y las de la antigua factoría de Sargadelos que había cerrado en 1842.
Con decoración en negro, ocre o verde, las piezas de loza de "San Mamés" mostraban su sello de marca en seco, enmarcado en cuatro líneas con la leyenda "Busturia-Vizcaya-Media-Porcelana", o bien solo tres líneas dentro de un círculo: "Busturia-en-Vizcaya". Además de una importante producción de platos con paisajes o vistas, fueron muy populares las escribanías, teteras y cafeteras, soperas, tazas, jaboneras, jarras y aguamaniles.

## Loza de La Misericordia
En el mismo periodo central del siglo XIX, mencionada y descrita por Sebastián Miñano y Pascual Madoz en sus diccionarios, la Casa de Misericordia de Bilbao, en la capital vizcaína, fabricó loza ordinaria de excelente calidad y muy popular. Además de pedarras y aguabenditeras, se produjo abundante menaje de cocina y recipientes variados.

## Pipas blancas de fumar
De loza eran las pipas blancas introducidas en el País Vasco por los Heppe, alfareros oriundos de Lorena, probablemente reclamados por la fábrica vizcaína de San Mamés de Busturia, y luego establecidos por su cuenta. Seseña anota que los Heppe fabricaron también juguetes, palomas de engaño y loza ordinaria.